# ReFood

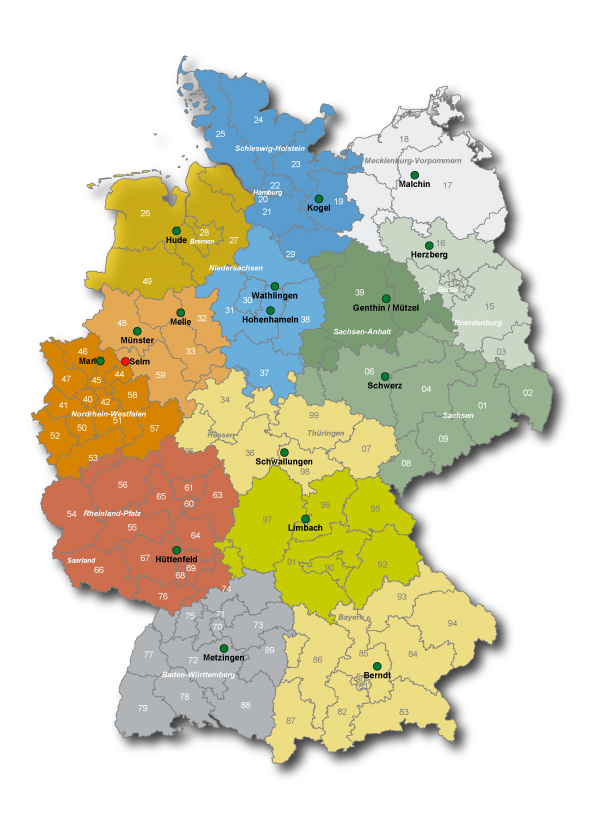
Refood-Einzugsbereiche

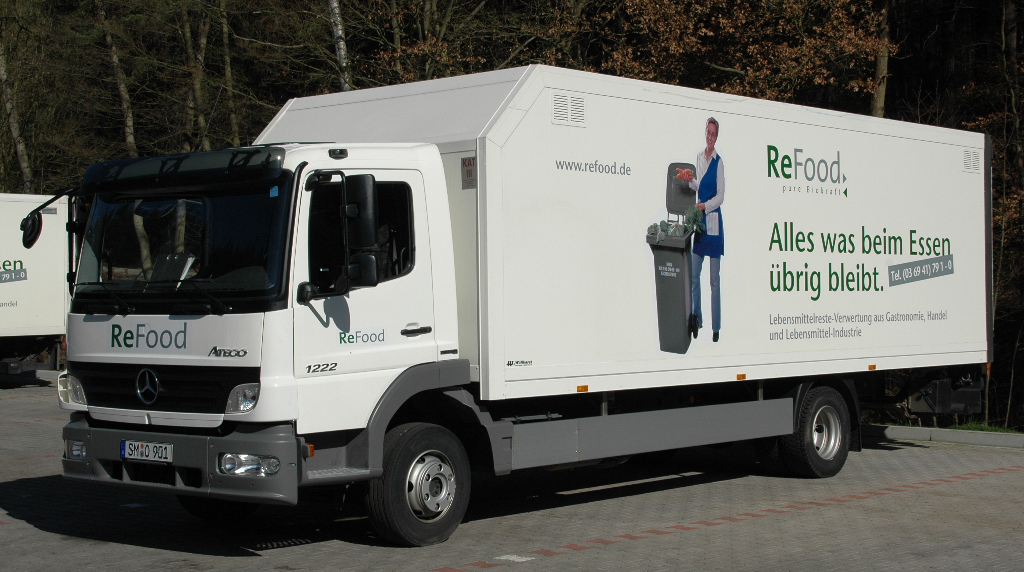
Einsatzfahrzeug

Die ReFood GmbH & Co. KG ist eine Tochterfirma der Saria A/S GmbH & Co. KG, neben Remondis und Rhenus einer der drei Geschäftsbereiche des Rethmann-Konzerns. Das Unternehmen beschäftigt sich mit der Einsammlung und Verwertung von Küchen- und Speiseresten, gebrauchten Speiseölen sowie Lebensmittelresten aus der Nahrungsgüterproduktion und dem Handel. ReFood betreibt insgesamt 20 Logistik- und Produktionsbetriebe in Deutschland mit einem Rohwarenumschlag von ca. 500.000 Tonnen pro Jahr (Stand: 2018), Das Unternehmen veröffentlicht keine aktuellen Umsatzzahlen, laut Medienberichten betrugen die Umsätze im Jahr 2007 bei einem Entsorgungsvolumen von 350.000 Tonnen 80 Millionen Euro.

## Lebensmittel-Verwertung
In Deutschland hatte die Verfütterung erhitzter Speisereste in der Schweinemast eine lange Tradition. Seit dem 1. November 2006 ist diese Verfütterung EU-weit verboten. Daher musste ein anderer Verwertungsweg für die eingesammelten Lebensmittelreste gefunden werden, den Unternehmen wie die ReFood GmbH mit einem Einsammlungs-, Transport-, Umschlags- und Verwertungskonzept entwickelt haben. Damit werden gesetzgeberische Vorgaben erfüllt, auf der einen Seite seuchenhygienisch und -prophylaktisch Lebensmittelreste jeglicher Art zu erfassen und auf der anderen Seite aus dieser Biomasse über den Weg der Biogasherstellung elektrische und Wärmeenergie herzustellen. Eingesammelt wurden und werden Lebensmittelreste (unverpackt und verpackt) im Einzelhandel sowie in Kantinen, Mensen, Kleingastronomie, Restaurants und Hotels.

## Unternehmens-Struktur
In den ReFood Betrieben werden die gesammelten Materialien entsprechend der aktuellen EU-Verordnung über tierische Nebenprodukte Nr. 1069/2009 und der hierzu ergangenen Durchführungsverordnung (EU) Nr. 142/2011 entpackt, zerkleinert und weiterverarbeitet. Deutschlandweit werden für die Einsammlung der Lebensmittelreste eigene Fahrzeuge eingesetzt. Da ReFood auf zahlreiche Kapazitäten innerhalb der Saria- und der Remondis-Gruppe zurückgreifen kann, ist jederzeit genug Entsorgungskapazität gegeben. Darüber hinaus werden die eigenen Biogas-Kapazitäten ergänzt durch feste Vertragsbeziehungen mit zugelassenen Vergärungsanlagen.

## Dienstleistung und Produkte
Sammelfahrzeuge holen in individuell abgestimmten Abholungsrhythmen bei den Kunden die gefüllten Lebensmittelrestebehälter (Abfalltonnen 120- und 240 l) ab und tauschen sie gegen neue, gereinigte und desinfizierte aus. Dieses System wird wegen der gestiegenen Kundenwünsche hinsichtlich Sauberkeit und Hygiene flächendeckend eingesetzt.
An allen ReFood-Niederlassungen durchlaufen die Behälter nach der Entleerung eine vollautomatische Reinigung. Das Reinigungswasser aus den Behälterwaschstraßen wird dem Prozesswasser zugeführt, so dass es dabei zu einer geringeren Umweltbelastung kommt.
Speise- und Lebensmittelreste werden ggf. entpackt, zerkleinert, pasteurisiert (70 °C über 1 h), entfettet und dann als homogenisiertes (pumpfähig zerkleinertes) Material verarbeitet, welches per Silofahrzeug zu den Biogasanlagen gebracht wird.
Als Sammlungsbehälter für gebrauchte Speiseöle und Frittierfette werden meist verschließbare Abfalltonnen eingesetzt. Hier hat ReFood einen neuen Behältertyp eingeführt: den Oleo 90. Dieser weist neben einem großen Füllvolumen (100 l bzw. 90 kg) eine einfache Handhabbarkeit (rollbar mit Griffen) auf. Die eingesammelten gebrauchten Speiseöle und Frittierfette werden zum größten Teil bei der Erzeugung von Biodiesel eingesetzt.
Für das Schwesterunternehmen ecoMotion GmbH werden sie vor der Auslieferung zur Biodieselanlage zentral gesammelt, aufgeschmolzen, gereinigt und zentrifugiert. Der letzte Schritt der Aufbereitung ist eine mehrstündige Sedimentation in Absetztanks. Die so gereinigten Fette sind ein idealer Ausgangsstoff für die Erzeugung von Biodiesel.

## Kunststoffabfälle in der Schlei
Weil der Faulturm zur Biogaserzeugung der Kläranlage Schleswig nicht ausgelastet ist, haben die Stadtwerke Schleswig im April 2016 mit ReFood die Anlieferung von zusätzlichen organischen Materialien vereinbart.
Mindestens seit Anfang 2017 wurden die Plastikverpackungen von überlagerten Lebensmitteln nicht mehr getrennt, sondern alles zusammen geschreddert. Pro Jahr wurden 15.000 Tonnen organische Abfälle mit "Fremdkörpern" angeliefert. In dem inzwischen veröffentlichten Liefervertrag zwischen den Stadtwerken und ReFood wurde deutlich auf das Vorhandensein der Fremdkörper hingewiesen und auch festgehalten, dass es die Verpflichtung der Stadtwerke ist, die Fremdstoffe abzutrennen, wenn sie die organischen Materialien nach der Biogasgewinnung an die Umwelt abgeben.